# Ignacio Hoces Íñiguez

Ignacio Hoces Íñiguez (Madrid, 30 de diciembre de 1983) es un abogado, historiador, politólogo, docente y político español. Diputado por Vox en el Congreso de los Diputados elegido por la circunscripción de Badajoz (desde 2023).

## Biografía
Ignacio nació en Madrid en 1983. Tras licenciarse en Derecho y en Historia en la Universidad Complutense de Madrid, se doctoró en dos ocasiones: Doctor en Ciencias Políticas, en la Universidad Complutense de Madrid y Doctor en Derecho, en la Universidad Católica San Antonio de Murcia UCAM.
Ambas tesis doctorales han sido publicadas. Una bajo el título de Representación de intereses socioeconómicos y diálogo social: Los consejos económicos y sociales de los Estados de la Unión Europea, y la otra con el título De progresista a carlista. Cándido Nocedal (1821-1885), una biografía política. Por este trabajo recibió el Premio Internacional de Historia del Carlismo.
Fue responsable del Área Jurídica del Consejo Económico y Social (2011-2021).
Ha sido Coordinador Político en el Grupo Parlamentario Vox del Congreso de los Diputados y Vicesecretario de Institucional de Vox. Actualmente es Vicesecretario de Coordinación Parlamentaria.
Es Académico correspondiente de la Real Academia de Jurisprudencia y Legislación, y miembro del Comité Editorial de la Revista Colombiana de Estudios Hispánicos.
Es profesor de Derecho Constitucional y Coordinador Jurídico del Programa de Liderazgo y Gobierno del Instituto Superior de Sociología, Economía y Política - ISSEP.
También fue escritor y colaborador en el Diccionario Biográfico Español de la Real Academia de la Historia (2006-2007).